# Google Analytics
Google Analytics és un servei gratuït d'estadístiques de llocs web. Ofereix informació agrupada segons els interessos de tres àmbits amb relació amb el funcionament d'una pàgina web : informació executiva, informació de màrqueting i informació per a webmasters.
Es poden obtenir informes com el seguiment d'usuaris exclusius, el rendiment de segments d'usuaris, els resultats d'una campanya de màrqueting, el màrqueting de motors de cerca, les roves de versió d'anuncis, el rendiment del contingut, l'anàlisi de navegació, els objectius i processos de redireccionament o els paràmetres de disseny web.
Aquest producte es va desenvolupar basant-se en la compra d'Urchin (fins al moment la major companyia d'anàlisi estadística de pàgines web) per part de Google, qui va anunciar el 2 d'abril del 2014 el llançament de l'última i més completa actualització d'aquesta eina: Universal Analytics.

## Tecnologia
Per a la tecnologia web, es comença afegint un codi Javascript a cadascuna de les pàgines que es desitja analitzar, al que es denomina GATC (Google Analytics Tracking Code). Aquest carrega alguns arxius des dels servidors Google i monitora per després enviar tota aquesta informació al servidor Google i emmagatzemar-la en el compte de cada usuari.
Per funcionar, el GATC carrega un arxiu més gran des del servidor web de Google, i després assigna a les variables amb el número de compte de l'usuari. L'arxiu més gran (actualment conegut com a ga.js) és típicament de 18 KB en grandària i solament es descarrega una vegada al començament de la visita, ja que s'emmagatzemarà en la caché durant la resta de la sessió. Com tots els llocs web que implementen Google Analytics amb el codi de ga.js usen el mateix arxiu mestre de Google, un visitant que anteriorment hagués visitat qualsevol altre lloc amb aquest codi implementat també tindrà l'arxiu en el caché de la seva màquina. El resultat és que l'augment del temps de càrrega de la pàgina en incloure el codi és mínima.
Té una interfície molt completa d'informes amb gràfics desenvolupats en Adobe Flash. Recentment es va actualitzar la interfície però encara està disponible la interfície antiga habilitada.
També és possible enllaçar aquesta eina amb Google Webmaster Tools per obtenir resultats referits a l'estat del sitemap, robots.txt i estat d'indexació del lloc general.

## Inserció del codi ga.js
El codi de Google analytics s'insereix en llocs webs copiant el que proveeix l'eina en registrar el lloc web, no obstant això en els actuals CMS no és necessari agregar aquest codi al lloc, sinó que hi ha plugins i gadgets utilitzats per Blogger i Wordpress que simplifiquen aquesta tasca agregant únicament el codi de seguiment proveït.

## Universal Analytics
En octubre de 2012, Google va anunciar el llançament complet de l'última actualització de Analytics, que és al seu torn la més important que ha realitzat fins avui: Universal Analytics. Amb aquesta actualització, l'eina ofereix més funcions i informació més precisa.
El principal objectiu d'Universal Analytics és oferir informació més completa sobre els usuaris, tractant de relacionar les sessions en diferents dispositius (pc, tablet, smartphone, etc.) amb usuaris únics, ja que Google entén que un mateix usuari pot visitar un mateix lloc web des dels diferents dispositius amb els quals accedeix a internet.
Amb aquest canvi, Google Analytics pretén arribar a entendre d'una forma més global i completa el comportament dels usuaris en els diferents llocs web, aportant informació més precisa als administradors dels llocs web.